# Snowpiercer (TV-serie)
Snowpiercer  är en amerikansk postapokalyptisk dramaserie från 2020. Serien är baserad på Bong Joon-hos film med samma namn från 2013 och på den franska serieromanen Le Transperceneige av Jacques Lob, Benjamin Legrand och Jean-Marc Rochette från 1982 som även är förlaga till filmen. Seriens första säsong är uppdelad på 10 avsnitt. 
Serien hade sin premiär den 17 maj 2020 på TNT. Serien förnyades för en andra säsong och hade premiär den 25 januari 2021. Serien förnyades på nytt för en tredje säsong och hade sin premiär den 24 januari 2022. Serien har förnyats för en fjärde säsong.

## Handling
Snowpiercer utspelar sig 7 år efter det att jorden frusit till is. De sista kvarvarande människorna bor på ett långt tåg som åker runt jorden och aldrig stannar. Tåget är indelat efter klass, och långt ifrån alla på tåget är nöjda med situationen.

## Rollista (i urval)
- Jennifer Connelly - Melanie Cavill
- Daveed Diggs - Andre Layton
- Mickey Sumner - Bess Till
- Alison Wright - Ruth Wardell
- Iddo Goldberg - Bennett
- Susan Park - Jinju
- Katie McGuinness - Josie Wellstead
- Sam Otto - John "Oz" Osweiller
- Sheila Vand - Zarah
- Mike O'Malley - Roche
- Annalise Basso - L.J. Folger
- Sean Bean - Joseph Wilford (säsong 2)
- Rowan Blanchard - Alexandra Cavill (säsong 2)